# Karl-Heinz Wolf (Biathlet)
Karl-Heinz Wolf (* 4. Juli 1951 in Meiningen) ist ein früherer deutscher Biathlet und Skilanglauftrainer. In den Fokus der Öffentlichkeit gelangte er nach seiner aktiven Karriere erneut 2004 durch seine vormalige Tätigkeit als inoffizieller Mitarbeiter der Stasi.

## Sportliche Erfolge
Karl-Heinz Wolf war in seiner aktiven Zeit für den ASK Vorwärts Oberhof am Start. 1972 gewann er an der Seite von Herbert Wiegand und Karl-Heinz Menz mit Silber im Staffelrennen seine erste Medaille bei DDR-Meisterschaften. Zwei Jahre später wurde er Vizemeister hinter Menz im Sprintrennen. Mit Richard Möller und Manfred Geyer wurde er 1975 Dritter im Staffelwettbewerb, 1976 mit Menz und Geyer Zweiter. Zudem gewann er 1976 den Titel im Einzel. Größter internationaler Erfolg war die Teilnahme an den Olympischen Winterspielen 1976 in Innsbruck, dort erreichte Wolf über 20 Kilometer den 15. Platz; in der Staffel war er nur als Ersatzläufer vorgesehen.

## Tätigkeit für die Stasi
Im Sommer 1975, also noch während seiner Zeit als aktiver Sportler, wurde Karl-Heinz Wolf als inoffizieller Mitarbeiter der Stasi geworben. Seine Einstufung erfolgte als „Inoffizieller Mitarbeiter zur politisch operationellen Durchdringung und Sicherung des Verantwortungsbereichs“ (IMS). Er verpflichtete sich in einer handschriftlichen Erklärung mit den Worten: „Ich bin mir des großen Vertrauens, welches mir durch das MfS entgegengebracht wird, voll bewusst und werde mich bemühen, diesem gerecht zu werden.“ Als Deckname wurde „IM Ernst“ gewählt.
Am 30. Juni 1976 informierte IM Ernst die Stasi, dass der spätere Juniorenweltmeister im Biathlon und Schüler der Sportschule in Zella-Mehlis, Andreas Heß, einen „größeren Westgeldbetrag“ besaß. Bei dem Geldbetrag handelte es sich um 20,00 DM. Dieser Bericht hatte zur Folge, dass acht weitere inoffizielle Mitarbeiter der Stasi den Auftrag erhielten, Andreas Heß zu beobachten.
Ein weiterer prominenter Sportler, über den Karl-Heinz Wolf negativ berichtete, war 1981 der Biathlet Frank Ullrich. Ihn charakterisierte er mit den Worten:

„Gegenwärtig kann zusammenfassend eingeschätzt werden, daß Frank als Olympiasieger und Vorbild für viele junge Sportler sich nicht entsprechend verhält und starke charakterliche Schwächen diesbezüglich aufweist.“

Bei anderen Sportlern und Betreuern monierte er „Schwatzhaftigkeit“, eine „Schwäche für Frauen“, oder dass sie sich „wenig mit den Belangen der Kinder beschäftigte(n)“.
Die Berichte Wolfs an die Stasi aus der Zeit von 1981 bis 1989 wurden am 10. November 1989, dem Tag nach dem Fall der Mauer, vernichtet. Jedoch befinden sich in den Akten der Bespitzelten Kopien von seinen Berichten. Am 13. November 1989 wurde das Vertragsverhältnis zur Stasi wegen „Perspektivlosigkeit“ aufgelöst. Der Abschlussbericht der Stasi beschreibt seine Tätigkeit mit: „Der IM wurde zur Aufklärung/Sicherung von Sportreisekadern der nordischen Skidisziplinen des ASK Oberhof eingesetzt. Der IM berichtete schriftlich und belastete Personen.“

## Arbeit als Trainer und Rücktritt
Nach seiner aktiven Karriere wurde Karl-Heinz Wolf ab 1978 als „Leiter Nachwuchsleistungssport“ im ASK Oberhof beschäftigt. Ab Juni 1988 war er Cheftrainer der Skilanglaufmannschaft des ASK Oberhof. Sein Dienstgrad in der NVA war zu diesem Zeitpunkt der eines Majors. Außerdem bekleidete er mehrere offizielle Funktionen im Skiverband der DDR, der Bundesrepublik und bei der IBU. Vor allem in Oberhof hat sich Wolf Verdienste als Cheftrainer, Wettkampfleiter und Verantwortlicher für den Schießstand erworben.
Bei den Olympischen Winterspielen 2002 in Salt Lake City war Karl-Heinz Wolf als Betreuer der Mannschaft von Moldawien beteiligt. Zu dieser Zeit bestritt er energisch, inoffizieller Mitarbeiter der Stasi gewesen zu sein.
2004 leitete er zunächst das Organisationskomitee für die Biathlon-Weltmeisterschaften in Oberhof. Von dieser Position trat er zurück, nachdem öffentlich wurde, dass er zu DDR-Zeiten als inoffizieller Mitarbeiter der DDR-Staatssicherheit aktiv war. Schon Anfang der 1990er Jahre war er wegen seiner Verbindungen zur Staatssicherheit nicht von der Bundeswehr weiter beschäftigt worden und war seitdem für den WSV Oberhof 05 tätig.
Wolfs Sohn Alexander war ebenfalls Biathlet, nahm an Olympischen Spielen und Weltmeisterschaften teil und arbeitet inzwischen als Trainer.